# Эрэкит
Эрэ́кит (также Эрикит) — река в Момском районе Якутии (Россия), правый приток Момы.
Длина — 184 км (от истока реки Дарпир — 203 км), площадь водосборного бассейна составляет 7490 км².
Исток находится в районе хребта Черского (хребет Эрикитский), к западу от озера Бугачан, на высоте более 1155 метров над уровнем моря. Почти на всём протяжении течёт в северном или северо-западном направлении по горной местности в широкой межгорной долине. В среднем течении пересекает хребет Улахан-Чистай. Впадает в Мому в 104 км от её устья по левому берегу напротив впадения Тас-Юряха, на высоте менее 357 м над уровнем моря. Ширина в нижнем течении — 90-112 м при глубине 1 м; скорость течения в низовьях составляет 1,4 м/с. Населённых пунктов на реке нет.

## Основные притоки[5]
| Название  | Расстояние от устья | Длина | Положение |
| --------- | ------------------- | ----- | --------- |
| Арга-Юрях | 2                   | 70    | левый     |
| Кенгкели  | 31                  | 61    | правый    |
| Куранах   | 42                  | 42    | правый    |
| Кур       | 69                  | 120   | левый     |
| Коубугу   | 154                 | 33    | левый     |
| Дарпир    | 164                 | 34    | правый    |

## Данные водного реестра
По данным государственного водного реестра России и геоинформационной системы водохозяйственного районирования территории РФ, подготовленной Федеральным агентством водных ресурсов:
- Бассейновый округ — Ленский
- Речной бассейн — Индигирка
- Речной подбассейн — нет
- Водохозяйственный участок — Индигирка от впадения Неры до впадения Момы
- Код водного объекта — 18050000212117700052376